# Alenka Cedilnik
Alenka Cedilnik, slovenska zgodovinarka, * 17. november 1970, Kranj.

## Življenje in delo
Leta 1989 se je vpisala na študij zgodovine in stare grščine na Filozofski fakulteti Univerze v Ljubljani. Leta 1998 je diplomirala in za svojo diplomsko nalogo prejela študentsko Prešernovo nagrado Filozofske fakultete v Ljubljani. Istega leta se je udeležila intenzivnega enomesečnega tečaja nove grščine na Univerzi na Rodosu. Prav tako se je kot mlada raziskovalka istega leta zaposlila na Zgodovinskem inštitutu Milka Kosa ZRC SAZU. Leta 1999 je sodelovala na seminarju grškega jezika in kulture na Univerzi v Patri. Leta 2000 se je vrnila na Oddelek za zgodovino na ljubljanski Filozofski fakulteti. Istega leta se je udeležila intezivnega jezikovnega tečaja nove grščine na Univerzi v Atenah. Leta 2001 je magistrirala in leta 2003 doktorirala.
Kot docentka je na Oddelku za zgodovino ljubljanske Filozofske fakultete zaposlena od leta 2010, kjer predava grško zgodovino. Raziskuje poznoantično zgodovino Podonavja in jugovzhodne Evrope.  Za monografijo Ilirik med Konstantinom Velikim in Teodozijem Velikim : Balkansko-podonavski prostor v poročilih Atanazija, Hilarija, Sokrata, Sozomena, Teodoreta in Filostorgija je leta 2006 prejela nagrado Klio za najboljše objavljeno delo s področja slovenskega zgodovinopisja za obdobje preteklih dveh let. Med letoma 2017 in 2019 je bila predstojnica oddelka za zgodovino na Filozofski fakulteti. V preteklih letih pa je sodelovala/še sodeluje v projektih Proteus (2019-2020) in Danubius (2018-2021).